# صمام فلمنغ

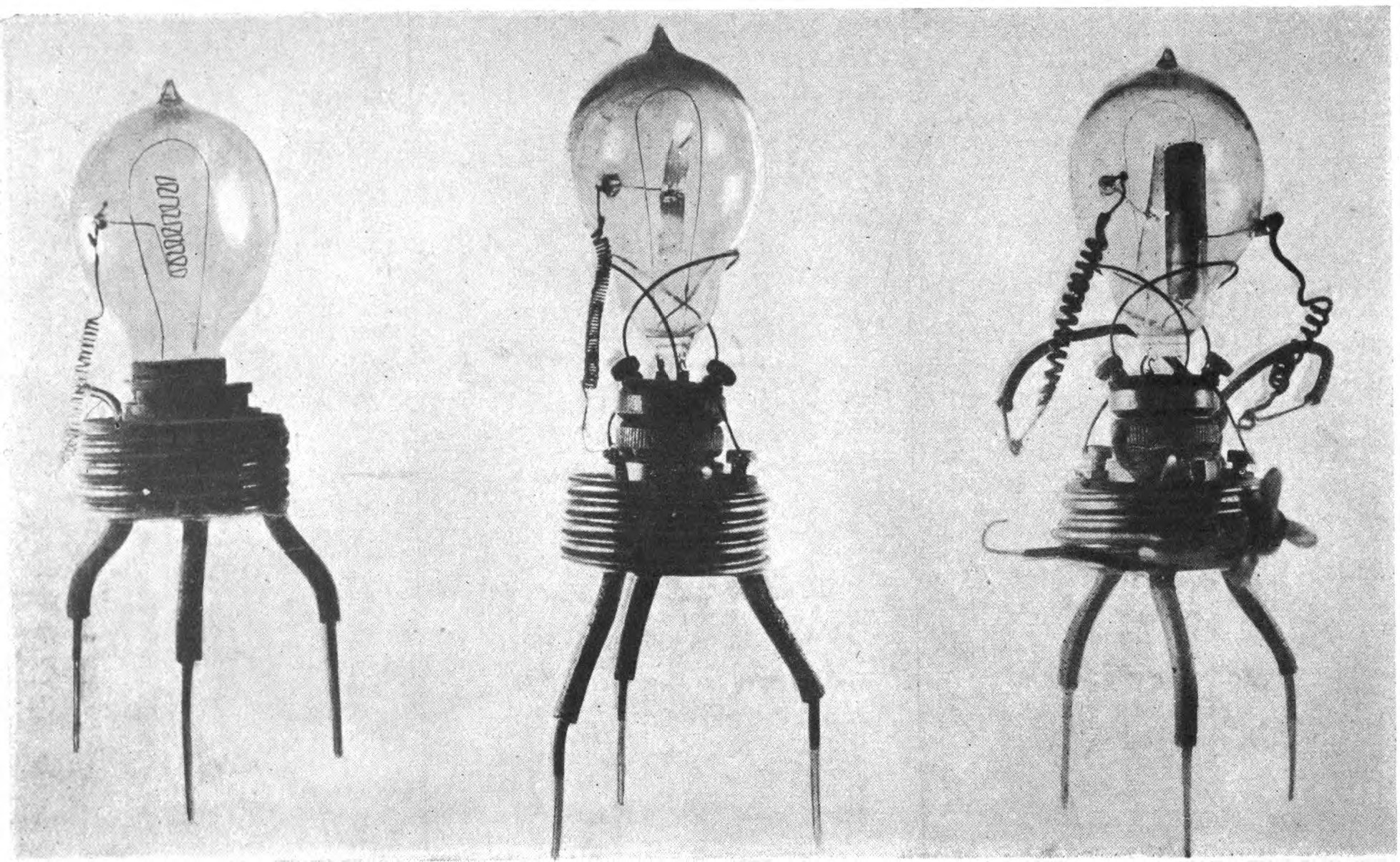
تم تصنيع أول نموذج أولي لصمام فلمنغ في أكتوبر 1904.

صمام فلمنغ (بالإنجليزية: Fleming valve)‏ عبارة عن صمام حراري أو صمام مفرغ تم اختراعه في عام 1904 بواسطة الفيزيائي الإنجليزي جون أمبروز فلمنج ككاشف لأجهزة الإستقبال اللاسلكية المبكرة المستخدمة في التلغراف اللاسلكي الكهرومغناطيسي. كان أول أنبوب فراغ عملي وأول صمام ثنائي حراري، وهو صمام مفرغ هدفه توصيل التيار في اتجاه واحد ومنع تدفق التيار في الاتجاه المعاكس. تم استخدام الصمام الثنائي الحراري في وقت لاحق على نطاق واسع كمقوم - جهاز يحول التيار المتردد إلى تيار مباشر - في مصادر الطاقة لمجموعة واسعة من الأجهزة الإلكترونية، حتى يتم استبداله بمقوم السيلينيوم في أوائل الثلاثينيات واستبدلت بالكامل تقريبًا بصمام أشباه الموصلات في الستينيات. كان صمام فلمنغ هو الرائد في جميع الأنابيب المفرغة، التي هيمنت على الإلكترونيات لمدة 50 عامًا. وقد وصفه معهد مهندسي الكهرباء والإلكترونيات بأنه «أحد أهم التطورات في تاريخ الإلكترونيات».

## التاريخ
كان صمام فلمنغ هو أول تطبيق عملي للإنبعاثات الأيونية الحرارية، اكتشفه فريدريك غوثري في عام 1873. نتيجة لعمله على المصباح المتوهج في عام 1880، اكتشف توماس إديسون أن مادة ساخنة من القطب السالب (اكتشف لاحقًا أنها إلكترونات) كانت تتحرك خلال الفراغ وتتجمع على القطب الموجب، مما أدى إلى تسميتها بتأثير إديسون. حصل إديسون على براءة اختراع لهذا الجهاز كجزء من مؤشر كهربائي في عام 1884، لكنه لم يجد فائدة عملية له. استشار البروفيسور فليمنج من كلية لندن الجامعية لشركة شركة اديسون للكهرباء في الفترة من 1881 إلى 1891، ثم في شركة شركة ماركوني للتلغراف اللاسلكي.
في عام 1901، صمم فلمنغ جهاز الإرسال الذي استخدمه غولييلمو ماركوني في أول إرسال لموجات الراديو عبر المحيط الأطلسي من بولدو، إنجلترا، إلى نوفا سكوشا، كندا. كانت المسافة بين النقطتين حوالي 3500 كيلومتر. على الرغم من أن الاتصال، الذي تم الإبلاغ عنه في 12 نوفمبر 1901، كان يُنذر به على نطاق واسع باعتباره تقدمًا علميًا كبيرًا في ذلك الوقت، إلا أن هناك أيضًا بعض الشكوك حوله، لأن الإشارة المستلمة، النقاط الثلاث لحرف شفرة مورس، كانت ضعفية لدرجة أن المستقبِل البدائي واجه صعوبة في تمييزها عن ضوضاء الراديو الجوي الناتجة عن التصريفات الساكنة، مما دفع النقاد اللاحقين إلى اقتراح أنه ربما كان ضوضاء عشوائية. بغض النظر، كان من الواضح لفلمنغ أن الاتصال الموثوق عبر المحيط الأطلسي مع المرسل الحالي يتطلب جهاز استقبال أكثر حساسية.
استخدم جهاز الاستقبال عبر الأطلسي متماسك، كان له حساسية ضعيفة وأدى إلى تدهور ضبط جهاز الاستقبال. أدى ذلك إلى قيام فلمنغ بالبحث عن كاشف أكثر حساسية وموثوقية بينما يكون في نفس الوقت أكثر ملاءمة للاستخدام مع الدوائر المضبوطة. في عام 1904، حاول فلمنغ استخدام مصباح تأثير إديسون لهذا الغرض، ووجد أنه يعمل جيدًا لتصحيح التذبذبات عالية التردد وبالتالي السماح باكتشاف الإشارات المعدلة بواسطة مقياس الجلفانومتر. في 16 نوفمبر 1904، تقدم بطلب للحصول على براءة اختراع أمريكية لما أسماه بصمام التذبذب. تم إصدار براءة الاختراع هذه لاحقًا برقم 803684 ووجدت فائدة فورية في اكتشاف الرسائل المرسلة بواسطة شفرة مورس. تم استخدام صمام فلمنغ من قبل شركة ماركوني في مستقبلاتها على ظهر السفن حتى حوالي عام 1916، عندما تم استبداله بالصمام الثلاثي.